# اروه بوسار
اروه بوسار (فرانسوی: Hervé Boussard‎; ۸ مارس ۱۹۶۶ – ۲۶ ژوئن ۲۰۱۳) دوچرخه‌سوار اهل فرانسه بود.
وی در مسابقات کشوری و بین‌المللی در مجموع برندهٔ ۱ مدال برنز شده‌است.